# Screeve
Screeve (czyt. skriw) – anglojęzyczna nazwa połączenia 
morfologicznych znaczników czasu, strony i
trybu używana w opisie odmiany czasownika. Najpopularniejszym synonimem w lingwistyce jest TAM (ang. tense-aspect-mood) bądź TMA. Pojęcie to jest używane nieomal wyłącznie w gramatyce języka gruzińskiego, a pochodzi od gruzińskiego słowa მწკრივი [mc'k'riwi] oznaczającego rząd (w sensie szereg, nie w sensie związek rządu – nazwa odnosi się do typowego zestawu sześciu form czasownika: odmiana przez trzy osoby w dwóch liczbach).